# Piper sanmartinense
Piper sanmartinense är en pepparväxtart som beskrevs av Trel. & Yunck.. Piper sanmartinense ingår i släktet Piper och familjen pepparväxter. Inga underarter finns listade i Catalogue of Life.